# Ruellia subulata
Ruellia subulata är en akantusväxtart som beskrevs av Imlay. Ruellia subulata ingår i släktet Ruellia och familjen akantusväxter. Inga underarter finns listade i Catalogue of Life.